# Brighton International 1999 - Qualificazioni doppio
Le qualificazioni del doppio  del Brighton International 1999 sono state un torneo di tennis preliminare per accedere alla fase finale della manifestazione. I vincitori dell'ultimo turno sono entrati di diritto nel tabellone principale. In caso di ritiro di uno o più giocatori aventi diritto a questi sono subentrati i lucky loser, ossia i giocatori che hanno perso nell'ultimo turno ma che avevano una classifica più alta rispetto agli altri partecipanti che avevano comunque perso nel turno finale.
Le qualificazioni del doppio del torneo Brighton International 1999 prevedevano 4 coppie partecipanti di cui una è entrata nel tabellone principale.

## Teste di serie
1. Andrea Gaudenzi /  Diego Nargiso (Qualificati)

1. Ruben Fernandez-Gil /  Davide Scala (ultimo turno)

## Qualificati
1. Andrea Gaudenzi  /   Diego Nargiso

## Tabellone

### Legenda
| - Q = Qualificato - WC = Wild card - LL = Lucky loser | - ALT = Alternate - SE = Special Exempt - PR = Protected Ranking | - w/o = Walkover - r = Ritirato - d = Squalificato |

|  | Primo turno | Primo turno                      | Primo turno                      | Primo turno | Primo turno |  |  | Ultimo turno | Ultimo turno                     | Ultimo turno                     | Ultimo turno | Ultimo turno |  |
|  |             |                                  |                                  |             |             |  |  |              |                                  |                                  |              |              |  |
|  | 1           | Andrea Gaudenzi Diego Nargiso    | Andrea Gaudenzi Diego Nargiso    | 6           | 6           |  |  |              |                                  |                                  |              |              |  |
|  |             | Nick Greenhouse Matthew Trudgeon | Nick Greenhouse Matthew Trudgeon | 0           | 1           |  |  | 1            | Andrea Gaudenzi Diego Nargiso    | Andrea Gaudenzi Diego Nargiso    | 6            | 7            |  |
|  | 2           | Ruben Fernandez-Gil Davide Scala | Ruben Fernandez-Gil Davide Scala | 6           | 6           |  |  | 2            | Ruben Fernandez-Gil Davide Scala | Ruben Fernandez-Gil Davide Scala | 3            | 6            |  |
|  |             | Philip Loose David Sanger        | Philip Loose David Sanger        | 1           | 1           |  |  |              |                                  |                                  |              |              |  |